# Рене Прімевер Лессон
Рене Прімевер Лессон (фр. René Primevère Lesson; 20 березня 1794 — 28 квітня 1849) — французький орнітолог і натураліст, герпетолог та хірург.

## Коротка біографія
Хоча найбільш відомий як зоолог, він був також професором ботаніки в Рошфорі. Мав медичну освіту, був хірургом. У 1822 році був найнятий на дослідницький корабель «Коквіль» (фр. La Coquille) як ботанік, а потім в 1826—1829 роках — на «Астролябію» як натураліст та збирач зразків. Хірургом і ботаніком «Астролябії» був його брат П'єр Адольф Лессон (1805—1888), який пізніше став професором у школі військово-морської медицини. Обидві подорожі були до Тихого океану і дали назви багатьом островам, включаючи Нову Зеландію.

## Названі на його честь види
Загальна назва виду Sporophila bouvronides є В'юр Лессона[джерело?].